# Сутрио
Су̀трио (на италиански: Sutrio; на фриулски: Sudri, Судри) е село и община в Северна Италия, провинция Удине, автономен регион Фриули-Венеция Джулия. Разположено е на 570 m надморска височина. Населението на общината е 1376 души (към 2010 г.).